# Ptilodexia strenua
Ptilodexia strenua là một loài ruồi trong họ Tachinidae.